# Камелот (газета, Воронеж)
«Камелот» — газета объявлений и рекламы. Выходит в Воронеже с 1994 года. На страницах газеты «Камелот» публикуются объявления о продаже различных товаров и услуг, о спросе на них, а также другие предложения, такие, как обмен, знакомства, вакансии и многое другое. Издание входит в Международную ассоциацию изданий, публикующих объявления, разбитые по рубрикам.
На конец 2023 года издание выходит еженедельно в формате А3 и объёмом в 40 страниц. Издание распространяется в Воронеже и Воронежской области и на 2023 год имеет аудиторию 18,9 тыс. человек. В Липецкой области выходит региональное издание Камелот-Липецк.
Основным конкурентом компании является площадка Авито.

## История
Название газеты пришло из города-побратима Воронежа — чешского города Брно: здесь так называли молодых мальчиков и девочек, разносящих газету бесплатных объявлений, переданных по телефону. Уже в 1993 году будущий генеральный директор газеты Сергей Кочурин открыл оперативную доставку и последующую продажу некоторых центральных газет и журналов («Коммерсант», «СПИД-Инфо», «Авторевю» и других) напрямую из московских редакций.
Через год 12 мая 1994 года в Воронеже вышел первый номер газеты «Камелот». Издание публиковалось по четвергам и состояло из 8-ми, а немногим позже из 16 страниц.
В 1997 году объём газеты увеличился до 32-х страниц.
На пике популярности издание выходило в формате А3 и объёмом в 64 страницы и более, с периодичностью три раза в неделю (понедельник, среда, пятница). Такая периодичность введена в 2000 году и стала новшеством для газет объявлений. Тираж газеты на пике популярности составлял более 30 тысяч экземпляров в неделю, распространяемых по Воронежской области.
В 2003 году вышел 1000-й номер газеты и газета увеличилась до 96 страниц.
В 2004 году открыт сайт — одна из крупнейших рекламных площадок региона. Ежедневная посещаемость сайта на 2015 год — более 32 тысяч уникальных посетителей. В том же году открыт офис продажи рекламы.
В июле 2005 года стал выходить цветной еженедельник «Камелот Программа» с программой телепередач, через 7 лет переименованный в «Город V». До объединения в 2012 году в «Город V» выходили также отраслевые приложения «Авторынок», «Красота и здоровье», «Куда пойти учиться?». «Город V» в отличие от «Камелот Программа» стал бесплатным и распространялся через фирменные стойки.
На 2006 год Камелот имел около 10 собственных точек продаж, а также распространялся через других распространителей.
27 февраля 2021 года в помещении редакции газеты прошло прощание с воронежским афористом Аркадием Давидовичем.
В 2022 году рекламное издание «Город V» было закрыто.

## Общественная деятельность
Газета является одним из организаторов массовых городских мероприятий. В частности «Камелот» с 1999 по 2011 проводил в Воронеже любительский турнир по большому теннису.
В 2004 году газета подарила Воронежскому зоопарку двугорбого верблюда по кличке Камелот, ставшего одним из символов компании. Позже был подарен белый верблюд, получивший кличку Камелот Второй.

## Достижения
- В 2006 году стал лауреатом первой Региональной премии за достижения в области развития регионального медиа-рынка в номинации «За лидирующие позиции среди газет частных объявлений»[12].
- В 2013 году согласно исследованию Яндекса слово «Камелот» заняло 3 место (после слов «Воронеж» и «Воронежский») в рейтинге «Местные слова в поисковых запросах»[13][14].
- В 2015 году журнал «De Facto» по результатам исследования поставил «Камелот» на 15 место в рейтинге «100 лучших воронежских брендов», что, например, выше чем «Воронежский океанариум» (16 место) и «Ангстрем» (23 место)[3].
- В 2018 году являлась третьей (после газет «Моё!» и «Комсомольская правда») газетой по популярности среди студентов Воронежа[15].

## Критика
Газета и сайт критикуется адъюнктом кафедры уголовного права и криминологии Воронежского института МВД России Владиславом Сергеевичем Соловьёвым за специальный раздел «Досуг, эскорт-услуги», где содержатся объявления об оказании услуг сексуального характера.